# Feu de cheminée

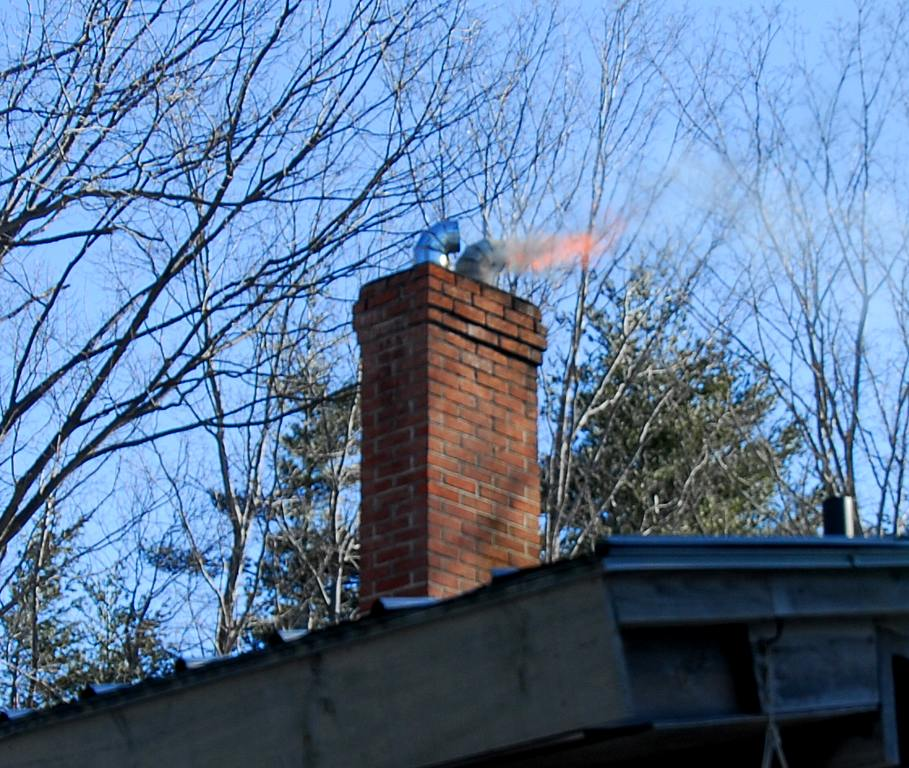
Une cheminée en feu dans le Vermont.

Un feu de cheminée est un processus de combustion des résidus de suie ou de créosote qui se sont déposés sur les surfaces intérieures d'un conduit de cheminée ou de poêle.

## Processus
Le processus commence par la combustion partielle du combustible généralement dans un poêle, une cheminée à bois ou à charbon. Sous l'effet de la chaleur, le combustible devient volatil, c'est-à-dire qu'il est capable d'être transporté par l'air ambiant. En raison du manque de chaleur et d'oxygène, les substances volatiles s'élèvent dans le conduit sans être consumées. Elles s'échappent de la cheminée où, au contact de surfaces froides, elles se condensent sous forme de dépôts similaires au goudron ou à la suie. Ces substances volatiles s’enflamment le jour où :
- Il y a suffisamment de couches successives de combustible qui se sont accumulées avec le temps.
- La température de la cheminée ainsi que la concentration d'oxygène interne atteignent des valeurs critiques.

Ce type d'incendie peut atteindre de très hautes températures, de l'ordre du millier de degrés Celsius en raison de la concentration élevée de substances volatiles accumulées dans la cheminée. Par ailleurs, les températures élevées causent des distorsions des structures métalliques voire des structures en céramique, entraînant une possible diminution de la résistance thermique de la cheminée. Toutefois, dans les très vieilles maisons, la cheminée est parfois suffisamment haute et large pour résister à l'incendie.

## Causes
À plus ou moins long terme, plusieurs facteurs peuvent concourir à l'apparition d'un feu de cheminée :
- Utilisation de bois vert
- Utilisation de carburant humide
- Prise d'air insuffisante de la cheminée. Ce phénomène peut être lié à la manière dont le feu est nourri en fonction d'un brusque changement des conditions météorologiques : la cheminée fonctionne à basse température sur une période prolongée car la météo est douce puis fonctionne à température très élevée en raison d'une vague de froid soudaine.
- Chute d'un vieux nid d'oiseaux dans la cheminée où il reste coincé. Une simple braise chaude suffit à enflammer le nid.

## Risques
Il y a plusieurs risques lors d'un feu de cheminée. Il y a évidemment le danger que des débris enflammés soient expulsés du haut de la cheminée et propagent le feu à des structures voisines, mais le risque majeur se situe là où la chaleur de la cheminée en feu peut passer à travers la maçonnerie, bien que cela ne soit souvent plus le cas dans les constructions récentes. Mais même si les normes obligent à n'utiliser que certains matériaux de maçonnerie, ce n'est pas toujours appliqué dans les constructions récentes. De nombreux incendies signalés comme des feux de cheminée sont en fait des incendies allumés par la surchauffe de la structure. Ces feux de structure peuvent être attribués à l'utilisation normale de la cheminée ou de la chambre de combustion étanche.
Le feu de cheminée peut conduire à l'écroulement de celle-ci ou à un chauffage des structures adjacentes qui étendent le feu en interne vers d'autres parties de la maison. Par ailleurs, des gaz toxiques peuvent se former dans la structure tels que le monoxyde de carbone.

## Prévention
Plusieurs mesures sont à prendre pour éviter l'accumulation de dépôts inflammables dans le conduit d'une cheminée : 
- Ne pas faire fonctionner la cheminée à froid pendant les premières phases d'allumage. En d'autres termes, il est recommandé d'utiliser sa cheminée dès l'automne plutôt que d'attendre un hiver rigoureux.
- Privilégier un feu intense sur une courte durée à un feu doux qui dure sur toute la journée.
- Faire vérifier régulièrement la cheminée par un ramoneur professionnel. Cette opération permet de décoller les résidus de combustion et d'éviter un départ de feu. Une trappe de visite sur le conduit de cheminée permet de contrôler la propreté du conduit mais facilite également l'intervention du ramoneur ou des pompiers[2]. Le ramoneur doit procéder aux opérations suivantes :
  - Vérification que l'arrivée en oxygène est suffisante
  - Nettoyage complet du conduit
  - Ajout d'agents d'extinction sur les parois du conduit.
- Construire la cheminée de sorte que le conduit d'évacuation de la fumée ne soit au contact que de murs internes à la maison. En effet, une cheminée dont le conduit est  au contact d'un mur extérieur est un facteur de risque : celui-ci étant au contact permanent du vent, il reste en permanence froid et peut créer une ascendance (météorologie) qui tend à retenir la fumée dans le conduit  à mesure que le feu s'estompe.
- Placer en sortie de cheminée une grille de protection pour empêcher que les oiseaux n'y fassent leur nid.